# Internazionali BNL d’Italia 2018

Die Internazionali BNL d’Italia 2018 waren ein Tennisturnier der WTA Tour 2018 für Damen und ein Tennisturnier der ATP World Tour 2018 für Herren in Rom und fand zeitgleich vom 14. bis 20. Mai 2018 statt.

## Herrenturnier
→ Hauptartikel: Internazionali BNL d’Italia 2018/Herren
→ Qualifikation: Internazionali BNL d’Italia 2018/Herren/Qualifikation

## Damenturnier
→ Hauptartikel: Internazionali BNL d’Italia 2018/Damen
→ Qualifikation: Internazionali BNL d’Italia 2018/Damen/Qualifikation